# اننکه بلوک
اننکه بلوک (هلندی: Anneke Blok؛ زادهٔ ۲۴ دسامبر ۱۹۵۹) هنرپیشه اهل هلند است.
از فیلم‌ها یا برنامه‌های تلویزیونی که وی در آن نقش داشته‌است می‌توان به بازار آزاد اشاره کرد.